# Список экорегионов Великобритании
Согласно классификации Всемирного фонда дикой природы (WWF) территория Соединённого Королевства Великобритании и Северной Ирландии находится в палеарктической экологической зоне и включает в себя 2 биома и 4 экологических региона.
|  |

| Код    | Английское название                 | Русское название                            |
| ------ | ----------------------------------- | ------------------------------------------- |
| 04     | Temperate Broadleaf & Mixed Forests | Умеренные широколиственные и смешанные леса |
| PA0409 | Celtic broadleaf forests            | Кельтские широколиственные леса             |
| PA0421 | English Lowlands beech forests      | Английские низменные буковые леса           |
| PA0429 | North Atlantic moist mixed forests  | Североатлантические влажные смешанные леса  |
| 05     | Temperate Coniferous Forests        | Умеренные хвойные леса                      |
| PA0503 | Caledonian conifer forests          | Каледонские хвойные леса                    |